# 延安站 (黄海南道)
延安站（韓語：연안역）是位于朝鮮民主主義人民共和國黃海南道延安郡延安邑的一個鐵路車站。屬於白川線。

## 邻近车站
白川線
梧玄站 - 延安站 - 温井站